# Grup de Poincaré

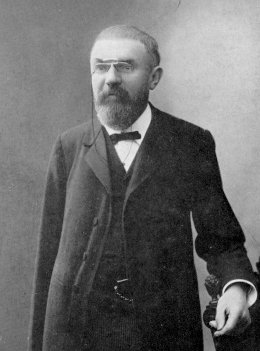
Fotografia d'Henri Poincaré, que donà nom al grup.

En física i matemàtica, el grup de Poincaré  és el grup d'isometries de l'espaitemps de Minkowski. És un grup de Lie no compacte 10-dimensional. El grup abelià de les translacions són un subgrup normal mentre que el grup de Lorentz és un subgrup, l'estabilitzador d'un punt. És a dir, el Poincaré ple és un producte semidirecte de les translacions i les transformacions de Lorentz. Les seves representacions irreductibles unitàries d'energia positiva s'indexen per la massa (nombre no negatiu) i el spin (nombre enter o semienter), i s'associa a les partícules en mecànica quàntica.
D'acord amb el programa d'Erlangen, la geometria de l'espai de Minkowski és definida pel grup de Poincaré:
L'espai de Minkowski es considera com un espai homogeni per al grup. En la forma de components, l'àlgebra de Lie del grup de Poincaré satisfà:
- [P  μ , P  ν ] = 0

- [M  μν , P  ρ ] = η  μρ  P  ν  - η  νρ  P  μ

- [M  μν , M  ρσ ] = η  μρ  M  νσ  - η  μσ  M  νρ  - η  νρ  M  μσ +η  νσ  M  μρ

on  P  és el generador de translació i  M  és el generador de les transformacions de Lorentz.